# 彼得·布莱克尔
彼得·布莱克尔（荷蘭語：Pieter Bleeker，1819年7月10日—1878年1月24日）是一名荷兰医师、鱼类学家，以研究东亚鱼类而闻名。他曾于1842年至1860年期间在荷属东印度皇家陆军中担任医务人员。

## 所命名的分類
（列表可能不完整）
- 27个彼得·布莱克尔命名的生物分类